# Rösa
Rösa este o comună în Saxonia-Anhalt, Germania